# Fridolfing
Fridolfing là một đô thị ở huyện Traunstein bang Bayern, Đức.